# Falco peregrinus
El halcón peregrino (Falco peregrinus) es una especie de ave falconiforme de la familia Falconidae de distribución cosmopolita. Es un halcón grande, del tamaño de un cuervo, con la espalda de color gris azulado y la parte inferior blanquecina con manchas oscuras; la cabeza  es negra y cuenta con una amplia y característica bigotera también de color negro. Normalmente no vuela a velocidades superiores a los 100 km/h, pero en picada o cuando caza y efectúa un ataque en picada puede alcanzar más de 300 km/h, lo que lo convierte en el animal más rápido del mundo.
Como en otras aves de presa, la hembra es de mucho mayor tamaño que el macho. Diversas autoridades reconocen diecisiete o diecinueve subespecies, que varían de aspecto y hábitat; hay desacuerdo sobre si el halcón tagarote (Falco pelegrinoides) es una subespecie o una especie distinta.
La distribución geográfica de sus áreas de cría abarca desde la tundra ártica hasta el sur de América. Se le puede encontrar casi en todas partes de la Tierra, excepto en regiones polares extremas, montañas muy elevadas y selvas tropicales; la única área terrestre extensa sin hielo en la cual está completamente ausente es Nueva Zelanda, lo que la convierte en el ave de presa más extendida del mundo. Tanto el nombre científico como el nombre en español de esta especie significan «halcón viajero», a causa de los hábitos migratorios de muchas poblaciones del norte.
Aunque su dieta consiste casi exclusivamente en aves de tamaño medio, caza de vez en cuando pequeños mamíferos, pequeños reptiles e incluso insectos. Alcanza la madurez sexual en un año y se empareja de por vida. Anida en pequeñas oquedades en el suelo sin aportar ningún material, normalmente en bordes de acantilados o, en los últimos tiempos, en estructuras elevadas construidas por humanos. El halcón peregrino se convirtió en una especie en peligro en muchas áreas debido al uso de pesticidas, sobre todo DDT. Desde la prohibición del DDT a principios de los años 1970, las poblaciones se recuperaron, apoyadas por la protección a gran escala de sus lugares de anidamiento y liberación de ejemplares en la naturaleza.

## Descripción
Su longitud corporal varía entre 34 y 58 cm, y su envergadura es de entre 80 y 120 cm. Sus alas delgadas y terminadas en punta le dan un buen impulso. Los machos y las hembras tienen un plumaje y marcas similares, pero, como en otras aves de presa, muestra un marcado dimorfismo sexual en su tamaño, con la hembra un 30 % mayor que el macho. Los machos pesan entre 440 y 750 g, mientras que las hembras, notablemente mayores, pesan entre 910 y 1500 g.
La espalda y las largas y puntiagudas alas de los adultos varían generalmente de un negro azulado a un gris pizarra con barras oscuras indistintas; los extremos de las alas son negros. El vientre y la zona interna de las alas varían de color blanco a oxidado y con finas barras limpias de color marrón oscuro o negro. La cola, coloreada como la espalda pero con barras limpias y finas, es larga, estrecha y redondeada al final con la punta negra y una banda blanca en su extremo. La parte superior de la cabeza, junto con su amplia bigotera a lo largo de las mejillas, es negra, contrastando de forma notoria con los lados pálidos del cuello y la garganta blanca. La cera es amarilla, como las patas y el pico, y las garras son negras. El pico superior es serrado cerca de la punta, una adaptación que permite a los halcones matar a sus presas cortándoles la columna vertebral en el cuello. Los jóvenes presentan una coloración más parda y con la parte inferior con rayas, más que barras, y tienen la cera de color azulado pálido.

## Taxonomía y sistemática

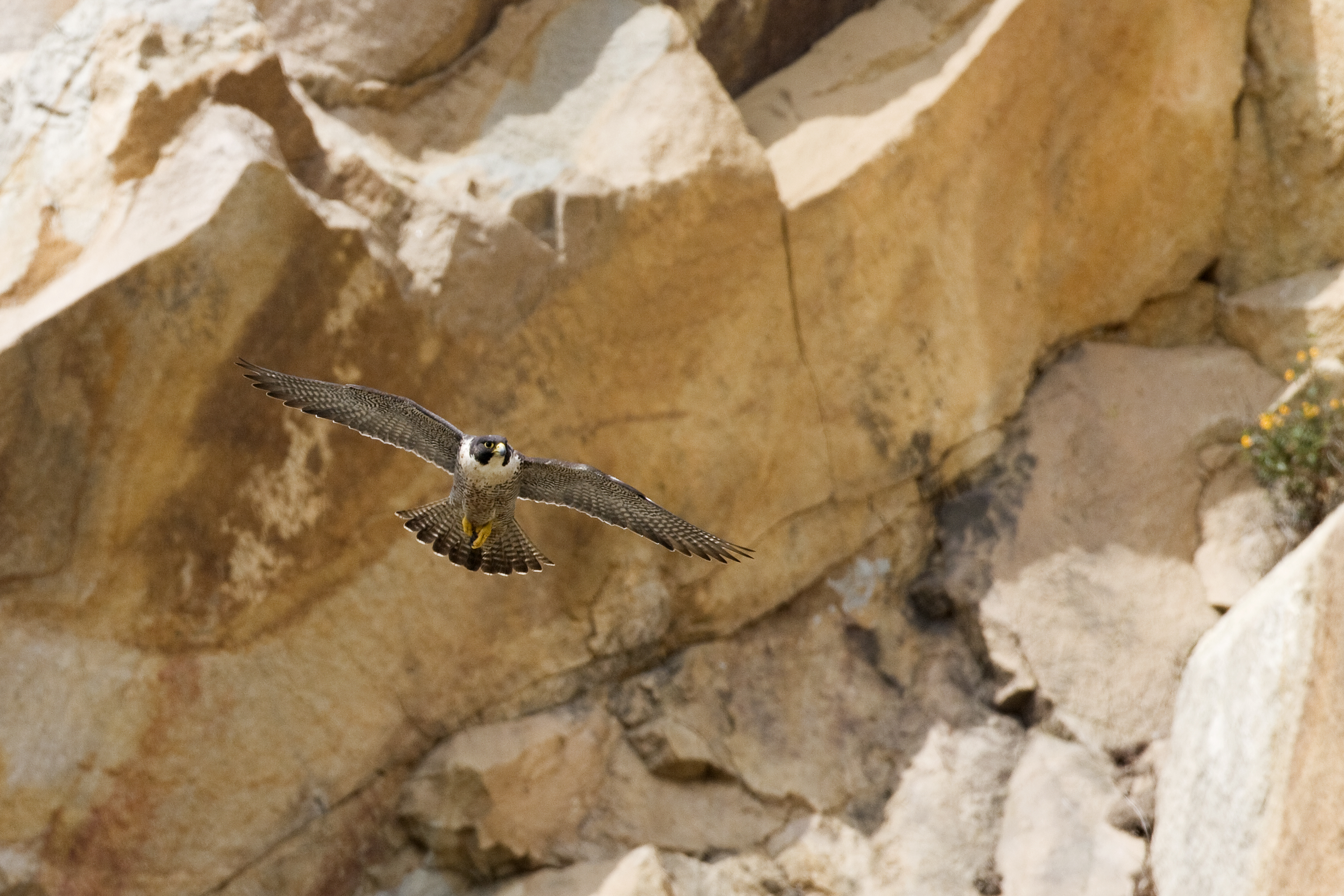
Ejemplar de halcón peregrino volando

Esta especie fue descrita por primera vez por Marmaduke Tunstall en su Ornithologia Britannica de 1771 bajo su actual nomenclatura binominal. El nombre científico Falco peregrinus, significa «halcón viajero» o «halcón nómada» en latín. En efecto, el nombre común de la especie se refiere a sus hábitos migratorios en la mayor parte de idiomas europeos. El término latino para halcón, falco, está relacionado con falx, que en latín significa hoz, en referencia a la silueta de las alas largas y puntiagudas del halcón en vuelo.
El halcón peregrino pertenece a un género cuya ascendencia incluye el subgénero Hierofalco y el halcón mexicano (F. mexicanus). Este linaje probablemente divergió de otros halcones hacia el final del Mioceno Superior o el Mioceno Temprano, hace aproximadamente entre cinco y ocho millones de años. Como el grupo peregrino-hierohalcón incluye tanto a especies del Viejo Continente como de América del Norte, es probable que el linaje provenga de Eurasia occidental o África. Su relación con otros halcones no está clara; la cuestión es complicada por la extensa hibridación que confunde los análisis de secuencia de ADN mitocondrial.
En la actualidad se cruza regularmente en cautividad con otras especies como el halcón borni (F. biarmicus) para producir un ave híbrida que goza de cierta popularidad en cetrería al combinar la habilidad para cazar del peregrino con la fortaleza del borni; o con el gerifalte, para producir aves grandes, de sorprendentes colores.

### Subespecies

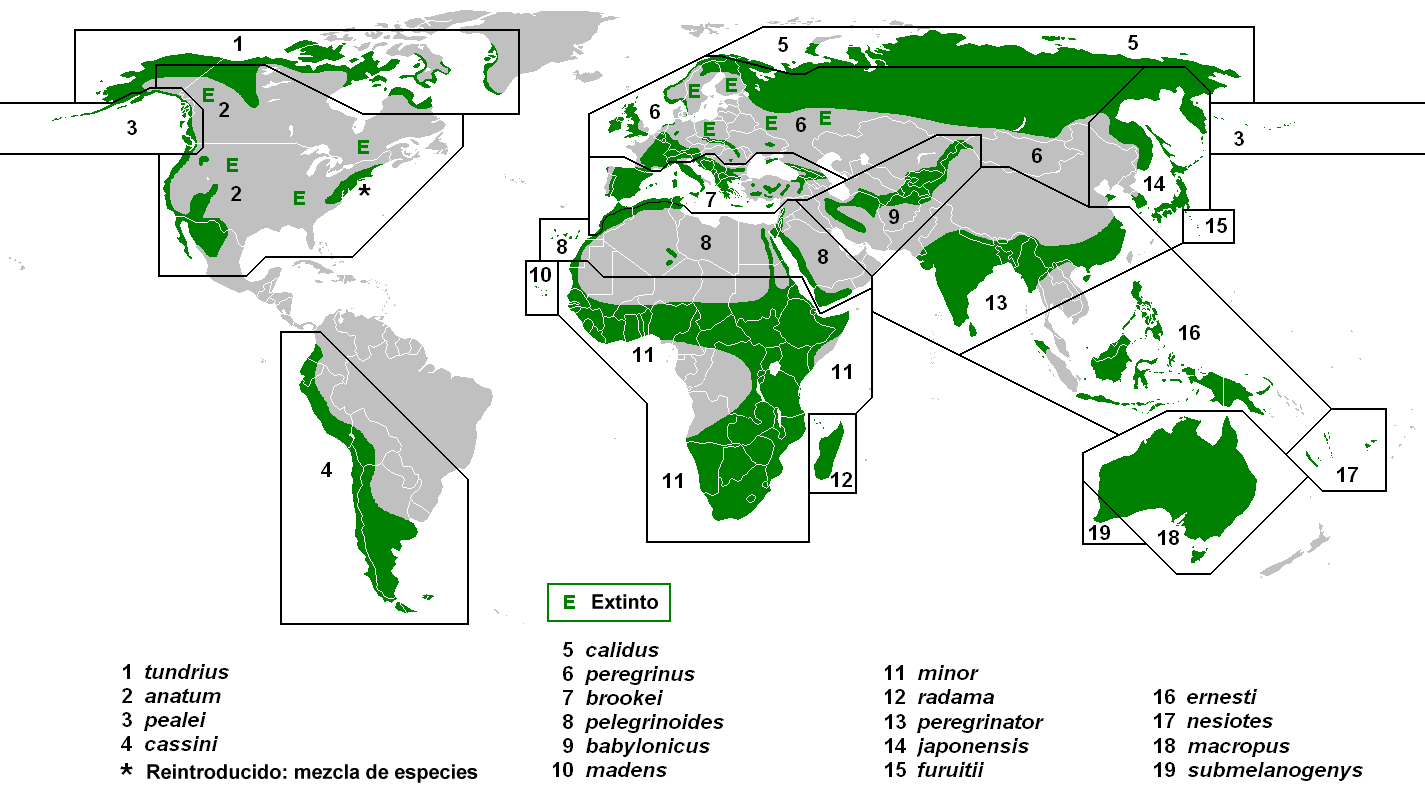
Distribución geográfica de las áreas de cría de las distintas subespecies.

Se han descrito numerosas subespecies del halcón peregrino, aunque científicos y organismos de investigación difieren en cuántas son válidas. Algunas en ocasiones se toman como especies diferentes, y otras como simples razas. Normalmente se aceptan entre dieciséis y diecinueve subespecies, según autores. En este artículo se describen las diecinueve aceptadas en el Handbook of the Birds of the World.
La subespecie F. p. peregrinus, descrita por Tunstall en 1771, se reproduce en la mayor parte de la Eurasia templada entre la tundra del norte y los Pirineos, región del Mediterráneo y el cinturón alpino en el sur. Es principalmente no migratorio en Europa, pero migratorio en Escandinavia y Asia. Los machos pesan 580-750 g, mientras que las hembras pesan 925-1300 g. Incluye también a las subespecies propuestas brevirostris, germanicus, rhenanus y riphaeus.
F. p. calidus, descrito por Latham en 1790, denominado anteriormente leucogenys, incluye a caeruleiceps. Se reproduce en la tundra ártica de Eurasia, desde el óblast de Múrmansk hasta aproximadamente los ríos Yana e Indigirka, en Siberia. Es totalmente migratorio y viaja al sur en invierno hasta el África subsahariana. Es más pálido que peregrinus, sobre todo en la corona. Los machos pesan 588-740 g y las hembras 925-1333 g.
F. p. japonensis, descrito por Gmelin en 1788, incluye kleinschmidti y pleskei, y parece que harterti es una subespecie intermedia con calidus, aunque algunas fuentes la consideran sinónimo de japonensis, y otras una subespecie válida e independiente. Se encuentra desde el nordeste de Siberia a Kamchatka (aunque posiblemente sea sustituido allí por pealei en la costa) y Japón. Las poblaciones del norte son migratorias, mientras que las de Japón son residentes. Es similar al peregrinus, pero los jóvenes son aún más oscuros que los anatum.

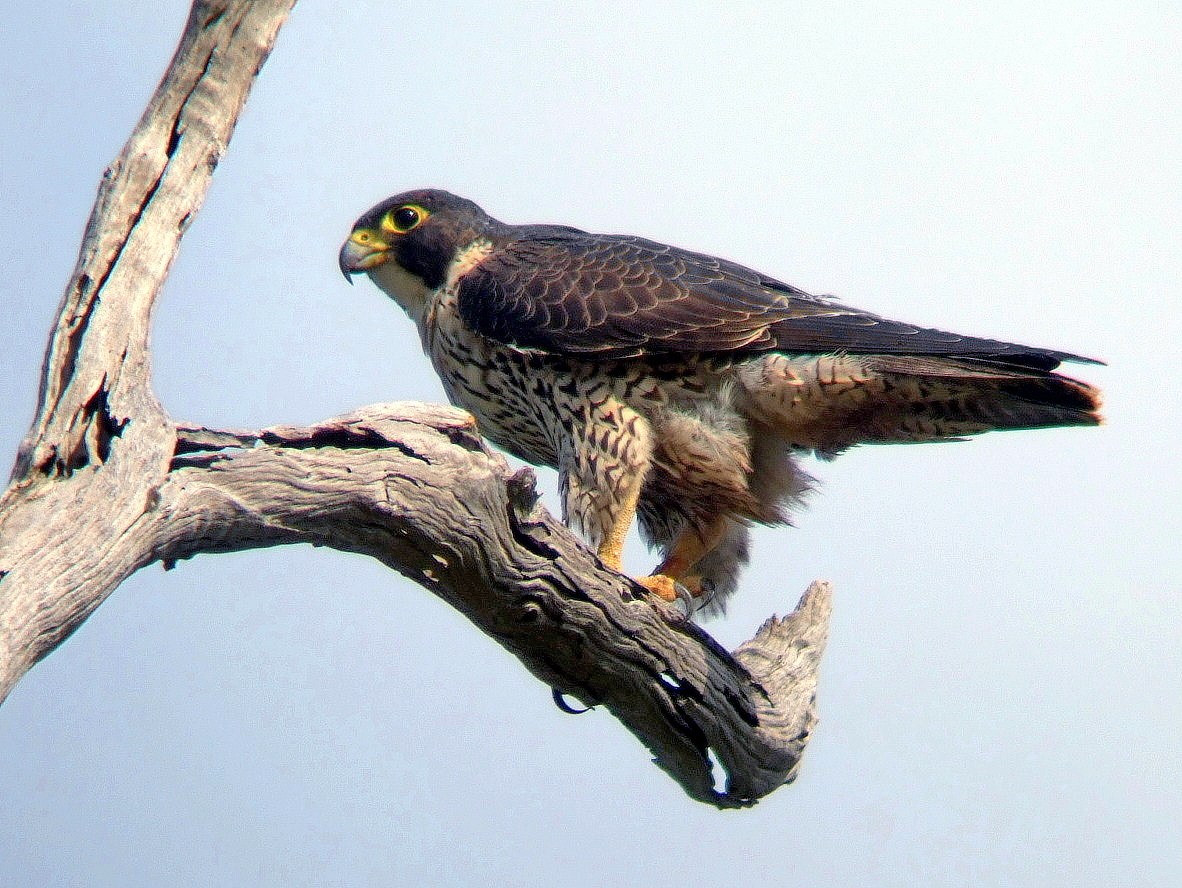
Subespecie australiana F. p. macropus

F. p. macropus, descrito por Swainson en 1837, es conocido como el halcón peregrino australiano. Se encuentra en todas las regiones de Australia excepto el suroeste. No es migratorio. Es similar a brookei en apariencia, pero es ligeramente más pequeño y la región de los oídos es completamente negra. Los pies son proporcionalmente grandes.
F. p. submelanogenys, descrito por Mathews en 1912, es el halcón peregrino australiano del suroeste. Se puede encontrar en el suroeste de Australia y no es migratorio.
F. p. peregrinator, descrito por Sundevall en 1837, es conocido como el halcón peregrino indio, shaheen negro o shaheen indio. Se le conocía a veces como Falco atriceps o Falco shaheen. Su rango geográfico incluye Asia meridional desde Pakistán a través de la India hasta Sri Lanka y el sudeste de China; en Pakistán es el símbolo militar de la Fuerza Aérea de Pakistán. No es migratorio. Su cuerpo es pequeño y oscuro, con la parte ventral barrada con un color más claro. En Sri Lanka esta especie se encuentra en las colinas más altas mientras que el migratorio calidus se ve más a menudo a lo largo de la costa. Una población estimada de 40 parejas reproductoras se registró en Sri Lanka en 1996.
F. p. anatum, descrito por Bonaparte en 1838, es conocido como halcón peregrino americano; su nombre científico significa «halcón peregrino pato». En algunos momentos, fue en parte incluido en leucogenys. Actualmente se encuentra principalmente en las Rocosas. Fue una subespecie común en toda Norteamérica entre la tundra y el norte de México, donde actualmente se están desarrollando esfuerzos de reintroducción para intentar restaurar su población. Parece que la mayor parte de divagantes que alcanzan Europa occidental pertenecen al más septentrional y fuertemente migratorio tundrius, considerado una especie distinta solo desde 1968. Es similar a peregrinus, pero es ligeramente más pequeño; los adultos son algo más pálidos y menos decorados en la parte ventral, pero los jóvenes son más oscuros y más decorados en el pecho. Los machos pesan 500-570 g, mientras que las hembras pesan 900-960 g.
F. p. cassini, descrito por Sharpe en 1873, es conocido como halcón peregrino austral. Incluye kreyenborgi, el halcón pálido, un leucismo polimorfo que se da en Sudamérica meridional, considerada durante mucho tiempo una especie distinta. Su rango geográfico incluye Sudamérica, de Ecuador pasando por Bolivia, norte de Argentina y Chile a Tierra del Fuego e islas Malvinas. No es migratorio. Es similar al peregrinus, pero ligeramente más pequeño y con la región de los oídos negra. La variante kreyenborgi es de color gris en la parte superior, tiene pocas barras en el pecho y presenta un diseño de la cabeza como el halcón sacre (F. cherrug), pero la región de los oídos es blanca.

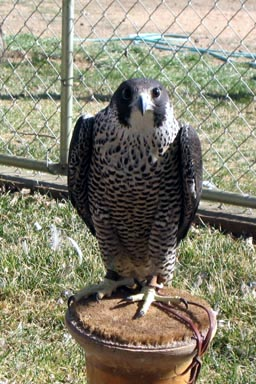
Halcón cautivo de la subespecie pealei

F. p. pealei, descrito por Ridgway en 1873, también se le conoce como halcón de Peale, e incluye rudolfi. Se le encuentra en la región noroeste de Norteamérica, zona norte del Puget Sound a lo largo de la costa de la Columbia Británica (incluidas las islas de la Reina Carlota), a lo largo del golfo de Alaska y las islas Aleutianas hasta la costa este del mar de Bering en Rusia. Es posible encontrarlo en las islas Kuriles y también en las costas de la península de Kamchatka. No es migratorio. Es la subespecie de mayor tamaño y se asemeja al grande y más oscuro tundrius y al también grande y de barrado muy abundante anatum. Su pico es muy ancho. Los jóvenes a veces tienen coronas pálidas.
F. p. tundrius, descrito por C. M. White en 1968, fue durante un tiempo incluido en leucogenys. Se puede observar desde la tundra ártica de Norteamérica a Groenlandia. Emigra para invernar a América Central y América del Sur. La mayor parte de los divagantes que alcanzan Europa occidental pertenecen a esta subespecie, que con anterioridad se unió con anatum. Es el equivalente de calidus en el Nuevo Mundo. Su tamaño es menor y de color más claro que anatum; la mayoría tiene la frente y la región de los oídos blanca, pero la corona y la bigotera son muy oscuras, a diferencia de las de calidus. Los ejemplares jóvenes son más marrones y menos grises que calidus y más pálidos, a veces casi arenosos, que anatum.

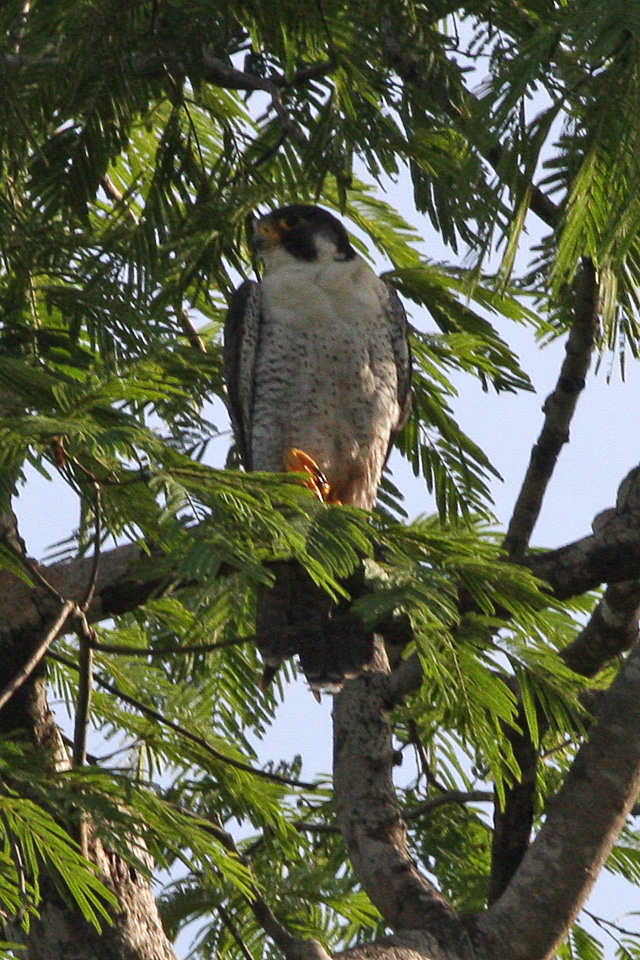
Subespecie tundrius, en el Parque Iguazú de Misiones (Argentina), en migración invernal.

F. p. madens, descrito por Ripley y Watson en 1963, tiene un poco corriente dicromatismo sexual. Si el halcón tagarote se considera una especie distinta, a veces se le sitúa con él. En otras ocasiones se considera una especie independiente (F. madens). Se puede encontrar en las islas de Cabo Verde y no es migratorio; se encuentra en peligro de extinción, con tan solo seis u ocho parejas que sobreviven. Los machos tienen una capa marrón rojiza en la coronilla, nuca, orejas y espalda; por la parte inferior son notoriamente marrón rosado. Las hembras son de un color marrón intenso por todo el cuerpo, especialmente en la coronilla y en la nuca.
F. p. minor, descrito por primera vez por Bonaparte en 1850. Fue con anterioridad incluido en perconfusus. Se encuentra distribuido de forma dispersa por la mayor parte del África subsahariana y extendido en África del Sur. A veces llega hasta el norte a lo largo de la costa atlántica hasta Marruecos. No es migratorio. Es de tamaño pequeño y color oscuro.
F. p. radama, descrito por Hartlaub en 1861, se encuentra en Madagascar y Comores. No es migratorio.
F. p. brookei, descrito por Sharpe en 1873, conocido como el halcón peregrino mediterráneo o el halcón maltés. Incluye caucasicus y la mayor parte de especímenes de la raza propuesta punicus, aunque otros puedan ser pelegrinoides, tagarotes o quizás los escasos híbridos entre estos dos que podrían darse alrededor de Argelia. Se ven desde la península ibérica, alrededor del Mediterráneo, excepto en regiones áridas, hasta el Cáucaso. No son migratorios. Es más pequeño que la subespecie propuesta y la parte ventral por lo general tiene un tono oxidado. Los machos pesan aproximadamente 445 g, mientras que las hembras pesan hasta 920 g.
F. p. ernesti, descrito por Sharpe en 1894, se encuentra desde Indonesia a Filipinas y el sur de Papúa Nueva Guinea y el archipiélago Bismarck. Su separación geográfica de nesiotes está pendiente de confirmación. No es migratorio. Difiere de la especie propuesta por su color muy oscuro, estar densamente barrado en el pecho y por la cubierta de los oídos negra.
F. p. furuitii, descrito por Momiyama en 1927, se encuentra en los archipiélagos Izu y Ogasawara. No es migratorio. Es muy escaso y puede que solo sobreviva en una isla. Es una forma oscura, semejante a pealei en el color pero más oscura, especialmente en la cola.
F. p. nesiotes, descrito por Mayr en 1941, se encuentra en Fiyi y probablemente también en Vanuatu y Nueva Caledonia. No es migratorio.
F. p. pelegrinoides, primeramente descrito por Temminck en 1829, se encuentra en las islas Canarias por el norte de África y Oriente Próximo hasta Mesopotamia. Es muy similar a brookei, pero marcadamente más pálido en la espalda, con el cuello color óxido y un cuerpo brillante con la parte ventral poco barrada. Es de menor tamaño que la subespecie propuesta; las hembras pesan en torno a los 610 g.

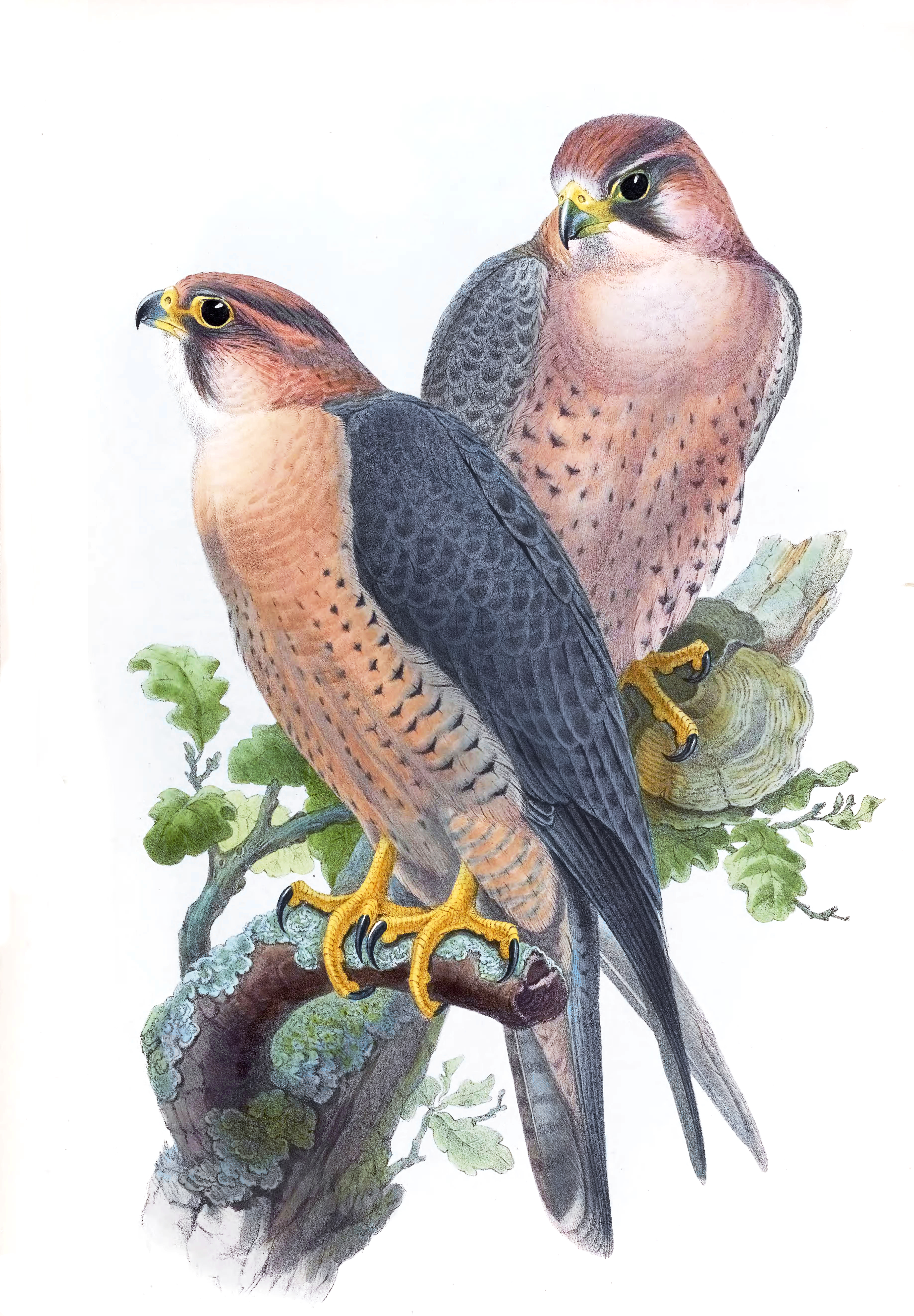
Pintura de John Gould de la subespecie babylonicus

F. p. babylonicus, descrito por Sclater en 1861, se encuentra en el este de Irán a lo largo del Hindu Kush y Tian Shan hasta la cordillera Altái. Es más pálido que pelegrinoides y algo similar al pequeño y pálido halcón borni. Es más pequeño que el halcón peregrino; los machos pesan 330-400 g, mientras que las hembras pesan 513-765 g.
Estas dos últimas subespecies a menudo se agrupan como una especie diferente, el halcón tagarote (Falco pelegrinoides). Hay una distancia genética del 0,6-0,7 % en el complejo peregrino-tagarote. Estas aves habitan regiones áridas de las islas Canarias a lo largo del borde del Sáhara por el Oriente Medio hasta Asia Central y Mongolia. Tienen un remiendo de cuello rojo, pero por otra parte se diferencian de aspecto del propuesto peregrino simplemente según la regla de Gloger. El tagarote tiene un modo peculiar de volar, batiendo solo la parte externa de sus alas como hacen a veces los petreles; esto también ocurre con el peregrino, pero en menor medida y de forma menos pronunciada. Los huesos de la pelvis y el hombro del tagarote son fuertes en comparación con los del peregrino y sus patas son más pequeñas. No tienen ninguna barrera de reproducción postcigótica, (es decir, biológicamente se pueden reproducir con éxito con los peregrinus) pero se reproducen en diferentes épocas del año que su vecina subespecie de halcón peregrino.

## Ecología y comportamiento

Silueta durante un vuelo normal (izquierda) y al comienzo de un picado

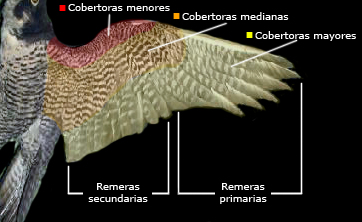
Morfología del ala

Vive principalmente a lo largo de cadenas montañosas, valles fluviales, líneas costeras y, cada vez más, en ciudades. En regiones de inviernos suaves habitualmente se convierte en un residente permanente y algunos individuos, principalmente machos adultos, permanecerán en el territorio de cría. Las poblaciones que se reproducen en climas árticos emigran grandes distancias hacia el sur durante el invierno. Se le cita a menudo como el animal más veloz del planeta cuando realiza sus vuelos en picado para cazar, lo que implica elevarse a una gran altura y luego lanzarse hacia abajo a velocidades que habitualmente alcanzan más de 300 km/h, y golpear un ala de su presa para no dañarse en el impacto. Un estudio sobre la física del vuelo de un hipotético «halcón ideal» fijó un límite de velocidad teórico de 400 km/h para el vuelo de baja altitud y de 625 km/h para el vuelo de gran altitud. En 2005 se registró un halcón efectuando un vuelo en picado a una velocidad máxima de 389 km/h.
Su esperanza de vida en la naturaleza es de hasta 15,5 años. El índice de mortalidad en su primer año de vida está entre el 59 y el 70 %, disminuyendo a un 25-32 % en los adultos. Aparte de amenazas antropogénicas como la colisión contra objetos construidos por los humanos, el halcón peregrino puede ser cazado por grandes águilas o grandes búhos. Es el huésped de una gran variedad de parásitos y patógenos. Es un vector para poxvirus, virus de la enfermedad de Newcastle, herpesvirus de los falcónidos 1 (y posiblemente otros herpesvirus) y algunas micosis e infecciones bacterianas. Los endoparásitos incluyen el Plasmodium relictum (por lo general no causa la malaria en el halcón peregrino), tremátodos Strigeidae, Serratospiculum amaculata (nemátodo) y tenias. Ectoparásitos conocidos de estas aves son los piojos malófagos, Ceratophyllus garei (una pulga) y moscas Hippoboscidae (Icosta nigra, Ornithoctona erythrocephala).

### Alimentación

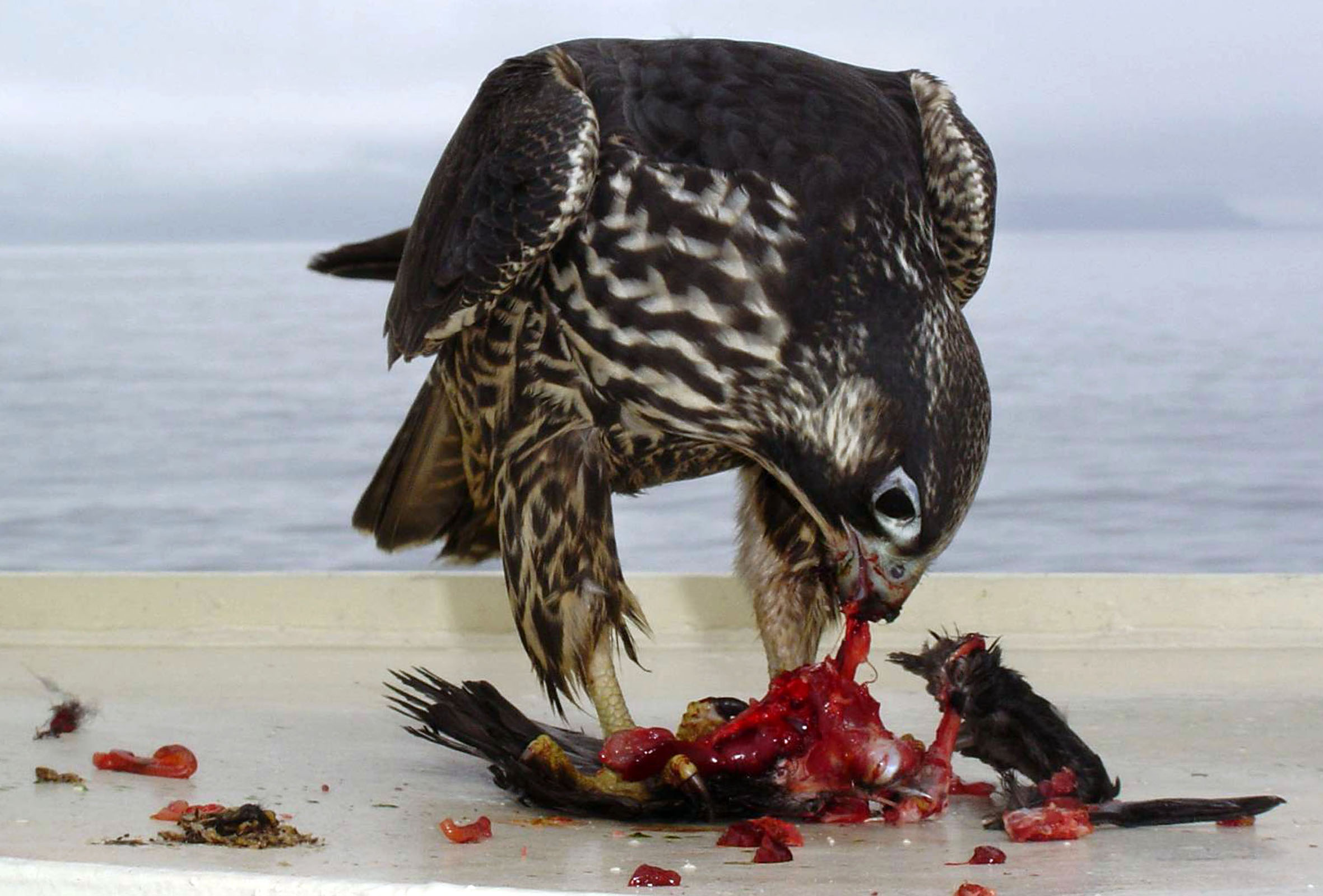
Ejemplar inmaduro de halcón peregrino utilizando un barco del USFWS para dar cuenta de una presa.

El halcón peregrino se alimenta casi exclusivamente de aves de tamaño medio, como patos, gaviotas, pájaros cantores y palomas. Aparte de murciélagos cazados por la noche, este halcón raramente caza pequeños mamíferos, pero captura de vez en cuando ratas, liebres, ratones y ardillas; las poblaciones costeras de la subespecie pealei se alimentan casi exclusivamente de aves marinas. En el manglar brasileño de Cubatão, un halcón invernante de la subespecie tundrius fue observado cazando con éxito un joven ibis escarlata. Insectos y reptiles son solo una pequeña parte de su dieta, que varía en gran medida según la disponibilidad de presas. En áreas urbanas, su principal presa es la paloma bravía, seguida de otras aves comunes en las ciudades, como el estornino pinto y el vencejo común.
Caza al amanecer y al anochecer, cuando la presa es más activa, pero en las ciudades también por la noche; en particular durante períodos de migración es cuando la caza nocturna se vuelve más frecuente. Algunas especies migratorias nocturnas cazadas por los halcones peregrinos incluyen especies tan diversas como el cuclillo piquigualdo, el zampullín cuellinegro, el rascón de Virginia y la codorniz común. Para la caza requiere de espacios abiertos, por lo que a menudo lo hace sobre lagos, pantanos, valles, campos y tundra. Busca las presas desde una posición estática elevada o desde el aire. Una vez localizada la presa, comienza su ataque en picado, doblando hacia atrás la cola y las alas y con las patas pegadas al cuerpo. La presión atmosférica a los más de 300 km/h de velocidad que alcanza podría dañar los pulmones del ave, pero unos pequeños tubérculos óseos en las fosas nasales del halcón redirigen las ondas de choque del aire que entra en las fosas (como las tomas de aire y conos de entrada de los motores a reacción), permitiendo al ave respirar más fácilmente mientras realiza el picado reduciendo el cambio de presión atmosférica. Para proteger sus ojos, los halcones usan sus membranas nictitantes («terceros párpados») para limpiar las lágrimas y proteger los ojos manteniendo la visión. La presa es golpeada y capturada en el aire; golpea su presa con la garra apretada, atontándola o matándola y luego da la vuelta para capturarla en el aire. En el caso de que la presa fuera demasiado pesada para él, la deja caer a tierra. Despluma la presa antes de comérsela.

### Reproducción

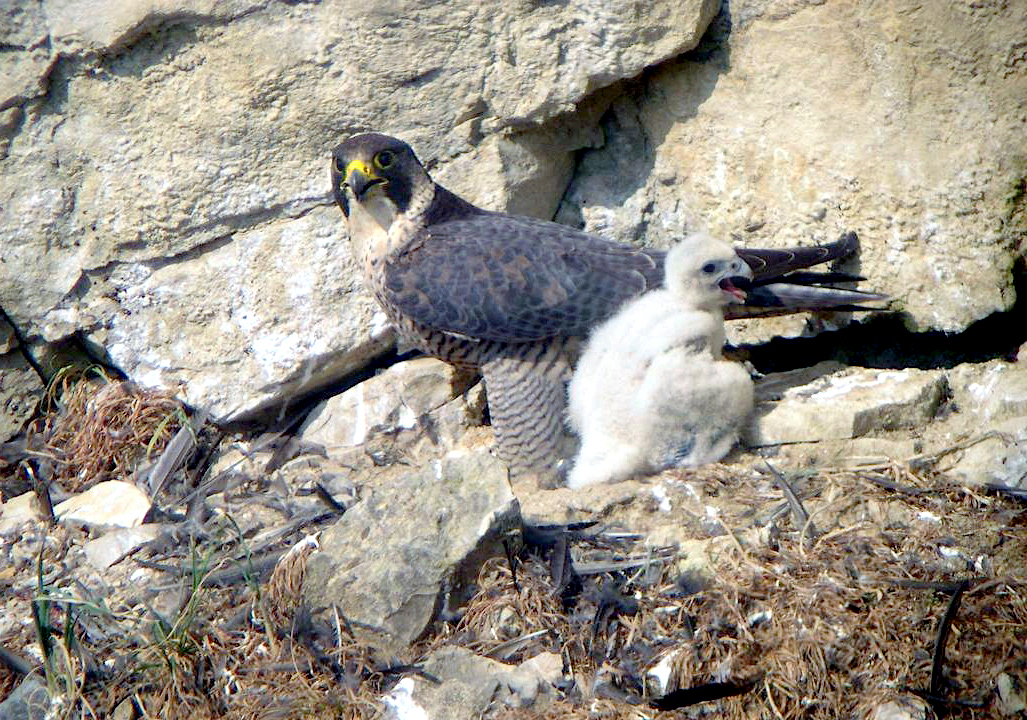
Nido cerca de Montbéliard, Francia

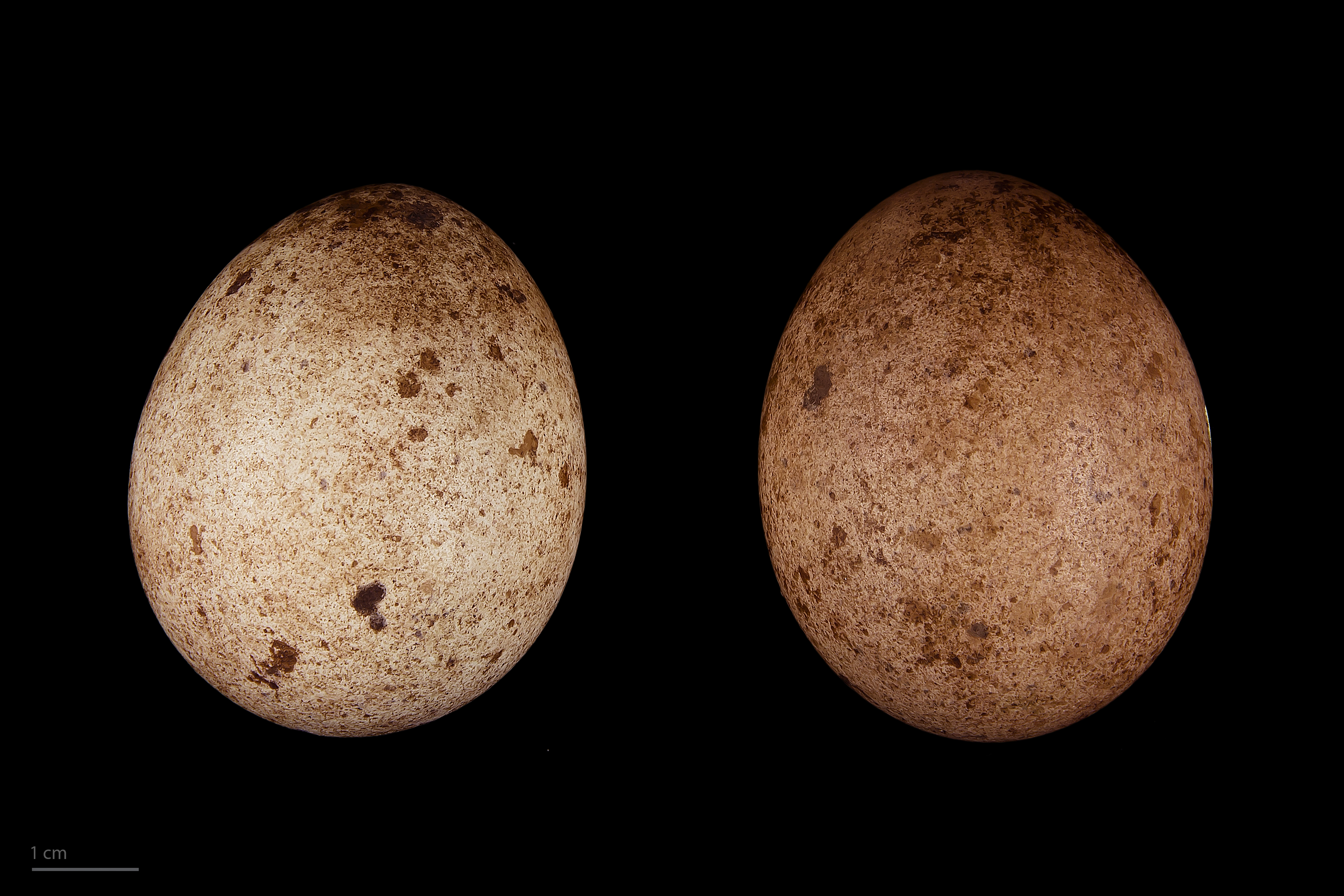
Falco peregrinus - MHNT

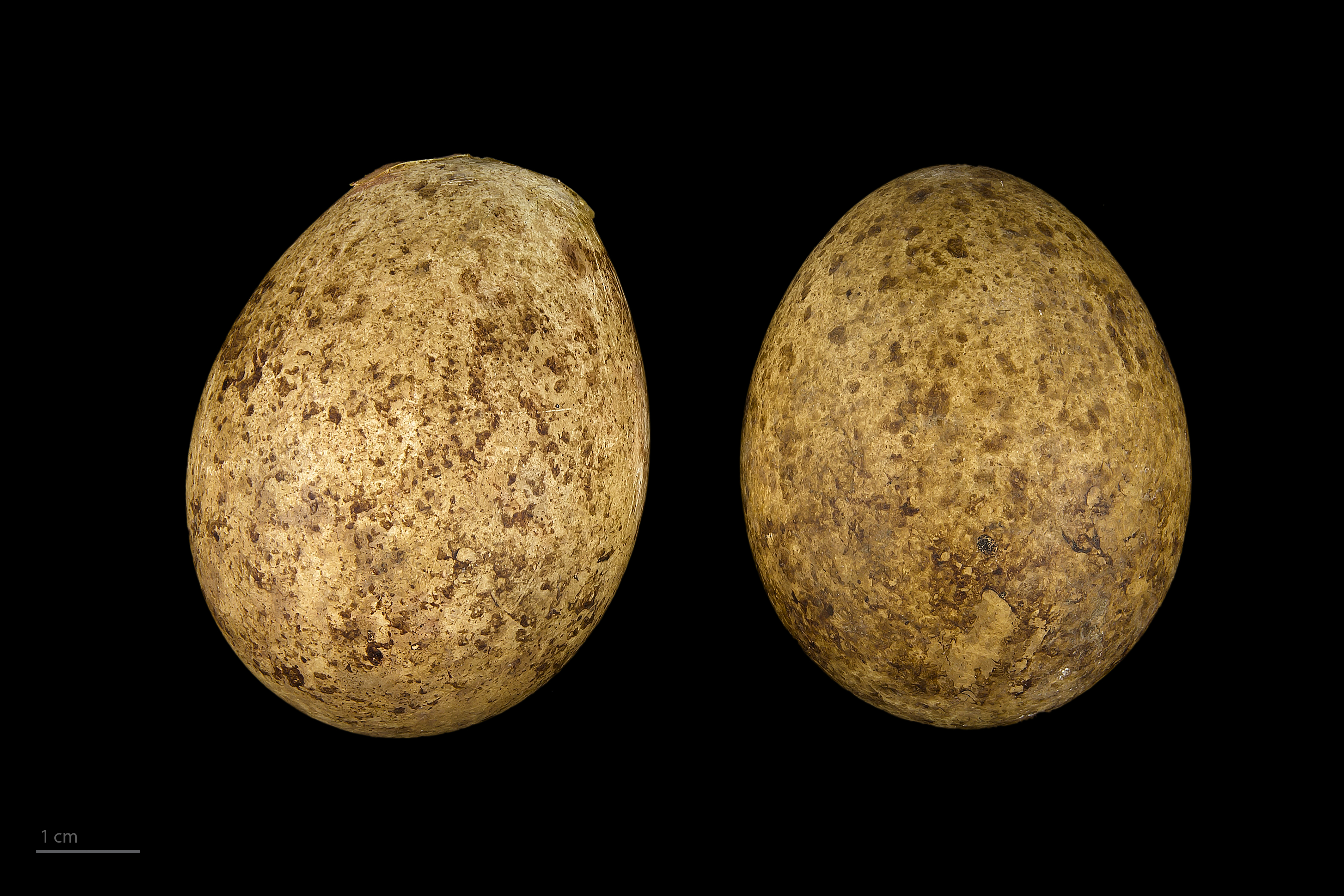
Falco peregrinus madens - MHNT

Es sexualmente maduro al final de su primer año de vida, pero en poblaciones sanas se reproducen después de alcanzar los dos o tres años de edad. Se emparejan de por vida y vuelven al mismo nido cada año. El vuelo de cortejo incluye una mezcla de acrobacias aéreas, espirales precisas y vuelos siguiendo la figura de un ocho. El macho le pasa a la hembra una presa capturada mientras están todavía en el aire y, para poder hacerlo, la hembra literalmente vuela «al revés» para recibir la comida de las garras del macho. El halcón peregrino es territorial durante la temporada de cría; las parejas que están anidando se sitúan por lo general a más de un kilómetro de distancia entre ellas y a menudo mucho más lejos, incluso en zonas con gran cantidad de parejas. La distancia entre nidos asegura el suministro de comida suficiente para los padres y sus crías. Dentro de un territorio de cría, una pareja puede tener varios lugares de anidada; el número de nidos por pareja puede variar de uno o dos hasta siete en un período de dieciséis años. La pareja defiende el lugar escogido para anidar luchando contra otros peregrinos y a menudo contra águilas o cuervos.
Anidan en pequeñas repisas u oquedades en el suelo, normalmente en bordes de acantilados o, como es habitual en la actualidad en muchos lugares, en altos edificios o puentes. Los nidos en los acantilados están generalmente situados bajo un saliente, en repisas con vegetación, preferiblemente orientados al Sur. En algunas regiones, como en algunos lugares de Australia y en la costa oeste de la Norteamérica septentrional, los huecos en árboles grandes se utilizan para anidar. Antes de la desaparición de la mayor parte de peregrinos europeos, había una considerable población de estos halcones en Europa Central y Occidental que utilizaban los nidos en desuso de otras grandes aves. La hembra elige un lugar de anidada, donde excava un hueco poco profundo en terreno suelto, arena, grava o vegetación muerta para poner los huevos. No se añade ningún tipo de material para la construcción del nido. En áreas remotas y tranquilas, como el Ártico, las pendientes escalonadas y hasta las rocas bajas y los montículos llegan a utilizarse como lugares de anidada. Las estructuras construidas por los humanos usadas para reproducirse se parecen en gran medida a las repisas de acantilado naturales que el halcón peregrino prefiere para la ubicación de sus nidos.
Las puestas son generalmente de tres o cuatro huevos (el rango está entre 1 y 6). Los huevos son, dependiendo de la especie, de color blanco a rojizo amarillento con marcas rojas o marrones. Son incubados durante unos 29 a 33 días, principalmente por la hembra. El macho también ayuda con la incubación de los huevos a lo largo del día, pero por la noche solo la hembra lo hace. La fecha de puesta varía según el lugar, pero generalmente se realiza de febrero a marzo en el Hemisferio Norte y de julio a agosto en el Hemisferio Sur (la subespecie australiana macropus puede reproducirse incluso en noviembre y las poblaciones ecuatoriales pueden anidar en cualquier momento entre junio y diciembre). Aunque las parejas solo crían una vez al año, la hembra generalmente realiza otra puesta si los huevos se pierden al principio de la temporada de cría, excepto en las zonas árticas, debido a su corto verano. Teniendo en cuenta la posibilidad de algunos huevos estériles y las pérdidas naturales de polluelos, el número medio de crías que podemos ver en los nidos es de 2,5 y el número medio que empluma es aproximadamente 1,5.
Tras la eclosión de los huevos, los polluelos están cubiertos de un plumón blanco cremoso y tienen las patas desproporcionadamente grandes. Durante los primeros 8 a 12 días la hembra cubre los pollos permanentemente. El macho se encarga de traerles la comida a la hembra y las crías, pero los polluelos son alimentados por la hembra, que se queda en el nido a su cuidado. El territorio de caza de los padres puede extenderse en un radio de 19 a 24 km en torno al nido. Los polluelos empluman 42 a 46 días después de la eclosión y dependen de sus padres durante aproximadamente dos meses.

## Relación con los humanos

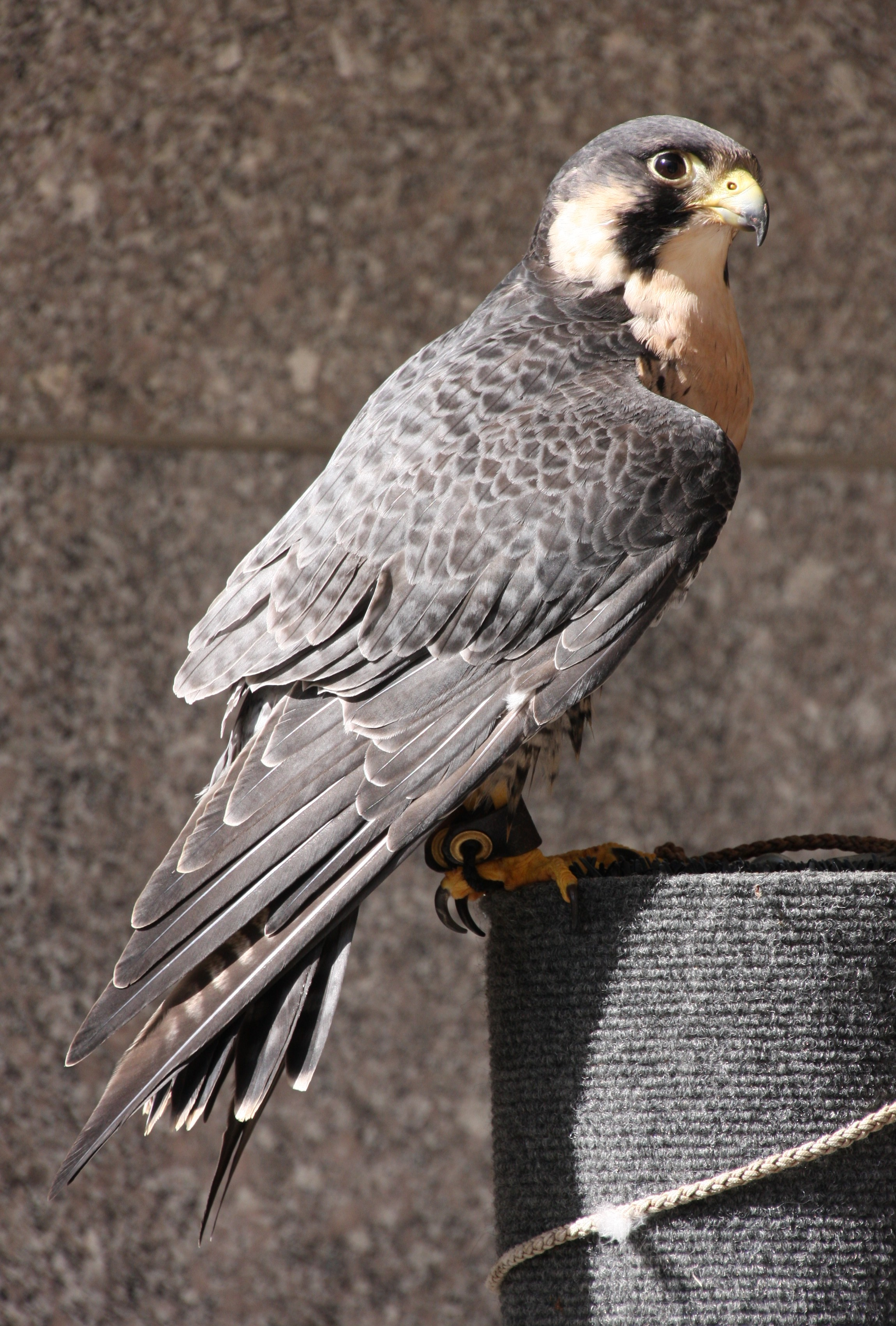
El halcón peregrino es una de las aves más usadas en cetrería.

El halcón peregrino se convirtió en una especie en peligro de extinción debido al uso de pesticidas, sobre todo DDT, durante los años 1950, los años 1960 y los años 1970. La biomagnificación del pesticida causó el aumento de los organoclorados en los tejidos internos de los halcones, reduciendo la cantidad de calcio presente en la cáscara de sus huevos. Con cáscaras más delgadas, menos huevos sobrevivían a la incubación. Como consecuencia de ello esta especie llegó a extinguirse en varios lugares del mundo, como en el este de los Estados Unidos y Bélgica. Los huevos y las crías son a menudo objetivo de comerciantes del mercado negro y coleccionistas de huevos poco escrupulosos, por lo que las asociaciones en defensa de la naturaleza recomiendan no hacer públicas las posiciones de lugares de anidada sin protección.
El halcón peregrino se usa en la cetrería desde hace más de 3000 años, cuando iniciaron su utilización los nómadas en Asia Central. Por su capacidad de lanzarse en picado a altas velocidades, era muy solicitado y usado a menudo por halconeros con experiencia. Durante la Segunda Guerra Mundial fueron utilizados para interceptar a palomas mensajeras. Se utilizan también en algunas ocasiones para espantar aves en aeropuertos y así reducir el riesgo de impactos de estas contra los aviones, mejorando la seguridad del tráfico aéreo. También se le utiliza en la actualidad como un sistema alternativo de control biológico en la agricultura, erradicando o disminuyendo el número de otras especies de aves que dañan los cultivos.

### Esfuerzos para su recuperación y situación actual
En países como los Estados Unidos, Canadá, Alemania y Polonia, los equipos de recuperación del halcón peregrino de los Servicios de Vida Silvestre crían ejemplares de esta especie en cautiverio. Los polluelos se alimentan generalmente a través de un conducto o con una marioneta que imita a la cabeza de un halcón adulto, para que no puedan ver a los criadores y así evitar su impronta con los humanos. Cuando ya tienen la edad adecuada, se abre su jaula de cría, permitiendo al ave entrenar sus alas y, cuando es lo suficientemente fuerte, se reduce su alimentación para obligar al animal a que aprenda a cazar por sí mismo. Para liberar a un halcón educado en cautividad, el ave se coloca en una jaula especial en lo alto de una torre o en una repisa de un acantilado durante unos días, permitiéndole así aclimatarse a su futuro ambiente. Los esfuerzos de recuperación a nivel mundial han tenido un éxito notable. La restricción en el uso del DDT permitió que las aves liberadas pudieran reproducirse con cierto éxito.
Muchos halcones peregrinos se han instalado en grandes ciudades y anidan en catedrales, repisas de ventanas de los rascacielos y torres de puentes colgantes. Por ejemplo, en Virginia, los funcionarios estatales que trabajan con estudiantes del Centro de Conservación Biológica de The College of William and Mary en Williamsburg establecieron con éxito ponederos en lo alto de los puentes George P. Coleman Memorial Bridge en el río York , Benjamin Harrison Memorial Bridge y Varina-Enon Bridge en el río James y en otras posiciones similares. El Departamento de Conservación Ambiental del Estado de Nueva York hizo público que había 67 parejas en el estado durante 2008. En el Reino Unido hubo una recuperación de su población desde su caída en los años 1960, en gran medida gracias al trabajo de protección y conservación dirigido por la Royal Society for the Protection of Birds y ahora se reproducen en muchas áreas montañosas y costeras, sobre todo en el Oeste y el Norte, y anida en algunas áreas urbanas, aprovechando la abundancia de palomas en las ciudades para alimentarse. En 1999 se inició en Barcelona el "Proyecto de reintroducción del halcón peregrino (Falco peregrinus brookei) en Barcelona", promovido por el ayuntamiento de esta localidad, con la intención de recuperar su presencia en la ciudad tras su desaparición en 1973.